# James Soong
James Soong (ur. 16 marca 1942) – tajwański polityk, lider Partii Najpierw Naród.
Pochodzi z prowincji Hunan, jego rodzina uciekła na Tajwan po przejęciu władzy w Chinach przez komunistów w 1949 roku. Ukończył studia w zakresie nauk politycznych na University of California w Berkeley, doktoryzował się na Georgetown University.
Długoletni działacz Kuomintangu, był m.in. sekretarzem prezydenta Chiang Ching-kuo i sekretarzem generalnym partii w latach 1988-1993. W latach 1994–1998 był gubernatorem prowincji Tajwan. Początkowo bliski współpracownik prezydenta Lee Teng-huia, w połowie lat 90. popadł z nim ostry konflikt. Choć cieszył się dużą popularnością, nie został wbrew przewidywaniom mianowany przez Lee premierem w 1997 roku, a następnie wyznaczony jako kandydat Kuomintangu w wyborach prezydenckich w 2000 roku (został nim Lien Chan). Ostatecznie wystartował jako kandydat niezależny, zdobywając 36% głosów. Rozdział głosów konserwatywnych wyborców między Soonga i Liena umożliwił wygraną kandydatowi opozycyjnej DPP Chen Shui-bianowi.
Po przegranych wyborach, korzystając z popularności, założył własną Partię Najpierw Naród, która po niedługim czasie weszła w sojusz z Kuomintangiem w ramach koalicji „Niebieskich”. W wyborach prezydenckich w 2004 roku startował w sojuszu z Lien Chanem jako kandydat na wiceprezydenta. Tandem Lien-Soong przegrał z urzędującym prezydentem Chen Shui-bianem o zaledwie 0,22% głosów.
W 2005 roku odwiedził Chińską Republikę Ludową. Podczas tej wizyty spotkał się z przewodniczącym ChRL Hu Jintao i wyraził poparcie dla zjednoczenia Tajwanu z Chinami kontynentalnymi, stanowczo opowiadając się przeciw niepodległości wyspy.
W późniejszych latach bezskutecznie ubiegał się o urząd burmistrza Tajpej w 2006 roku i prezydenta Republiki Chińskiej w 2012 roku (zdobywając wówczas 2,8% głosów). W wyborach prezydenckich 16 stycznia 2016 roku zajął trzecie miejsce z wynikiem 13%, w kolejnych wyborach 11 stycznia 2020 roku ponownie uplasował się na trzecim miejscu z wynikiem 4,26%.